# Marianne d'Orange-Nassau

Marianne d'Orange-Nassau, princesse de Prusse (Karl Wilhelm Wach, 1832).

Wilhelmine Frédérique Louise Charlotte Marianne d'Orange-Nassau, née le 3 mai 1810 à Berlin et morte le 29 mai 1883 au château de Reinhartshausen, près d'Erbach, est une princesse des Pays-Bas et de Prusse qui frappa ses contemporains par son mode de vie peu conventionnel.

## Une vie de princesse au temps de la restauration
La princesse est la fille de Guillaume de Nassau prince d'Orange, fils du stathouder Guillaume V d'Orange-Nassau et de son épouse, née princesse Wilhelmine de Prusse, fille du roi Frédéric-Guillaume II de Prusse et de Frédérique-Louise de Hesse-Darmstadt.
Chassé des Provinces-Unies en 1795 par les armées de la Révolution française, le Stathouder se réfugie dans les États de son beau-père, ce qui explique pourquoi la princesse Marianne est née à Berlin, quelques semaines avant le décès de sa tante, la fameuse reine Louise de Prusse, icône de la résistance allemande à l’oppression française.
En 1814, à la suite du Congrès de Vienne qui remodèle l'Europe après la chute de l'Empire français, le père de Marianne est intronisé Roi des Pays-Bas sous le nom de Guillaume Ier des Pays-Bas. Le Royaume des Pays-Bas est un nouvel État construit sur les ruines des ex-Provinces-Unies, des ex-Pays-Bas autrichiens et de l'ex-principauté épiscopale de Liège. La raison d'être de ce nouvel État est de servir de « tampon » entre la France rendue à la maison de Bourbon, et la nouvelle Confédération germanique, laquelle est gouvernée par l'homme le plus puissant d'Europe, le très conservateur chancelier autrichien, le fameux prince de Metternich pour qui « l'homme commence au baron ».
Le Luxembourg, élevé au rang de grand-duché, est donné à titre personnel à Guillaume Ier. Une garnison prussienne occupe la citadelle réputée imprenable et en fait la place forte la plus importante d'Europe. Le Royaume de Prusse, à qui a été donné la Rhénanie, est devenu un pays frontalier du nouveau Royaume et du Grand-duché. Au voisinage géographique et aux intérêts politiques s'ajoutent les liens dynastiques. En effet, les liens familiaux entre les maisons d'Orange-Nassau et de Hohenzollern sont déjà nombreux.

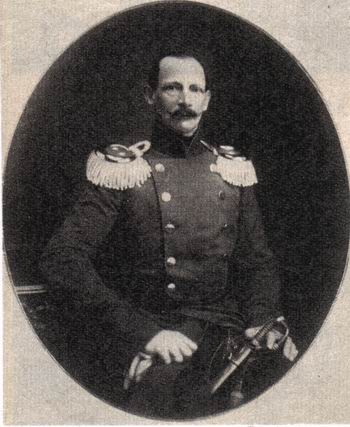
Albert de Prusse.

Après avoir été demandée en mariage en 1828 par le prince Gustave Vasa, fils du roi détrôné de Suède, Marianne épouse en 1830 son cousin Albert de Prusse.
Albert est le quatrième fils et le septième et dernier enfant du roi Frédéric-Guillaume III de Prusse et de la reine Louise, qui mourut prématurément peu après la naissance d'Albert.
Le prince a trois frères et trois sœurs aînés : l'aîné accède au trône en 1840 sous le nom de Frédéric-Guillaume IV de Prusse. Il a épousé en 1823 Élisabeth de Bavière, belle-sœur de l'empereur François Ier d'Autriche. Le couple n'a pas d'enfant et l'héritier du trône est le frère cadet du nouveau roi, Guillaume, qui a épousé en 1829 Augusta de Saxe-Weimar-Eisenach, une cousine germaine et libérale de Marianne. Le couple, qui ne s'entend guère, a un fils Frédéric-Guillaume, et une fille Louise, future grande-duchesse de Bade. Le troisième des princes de Prusse est le prince Charles. Il a épousé en 1827 Marie de Saxe-Weimar-Eisenach, sœur aînée d'Augusta avec qui il a un fils qui s'illustrera sur les champs de bataille des années 1860, le prince Frédéric-Charles né en 1828, et deux filles.

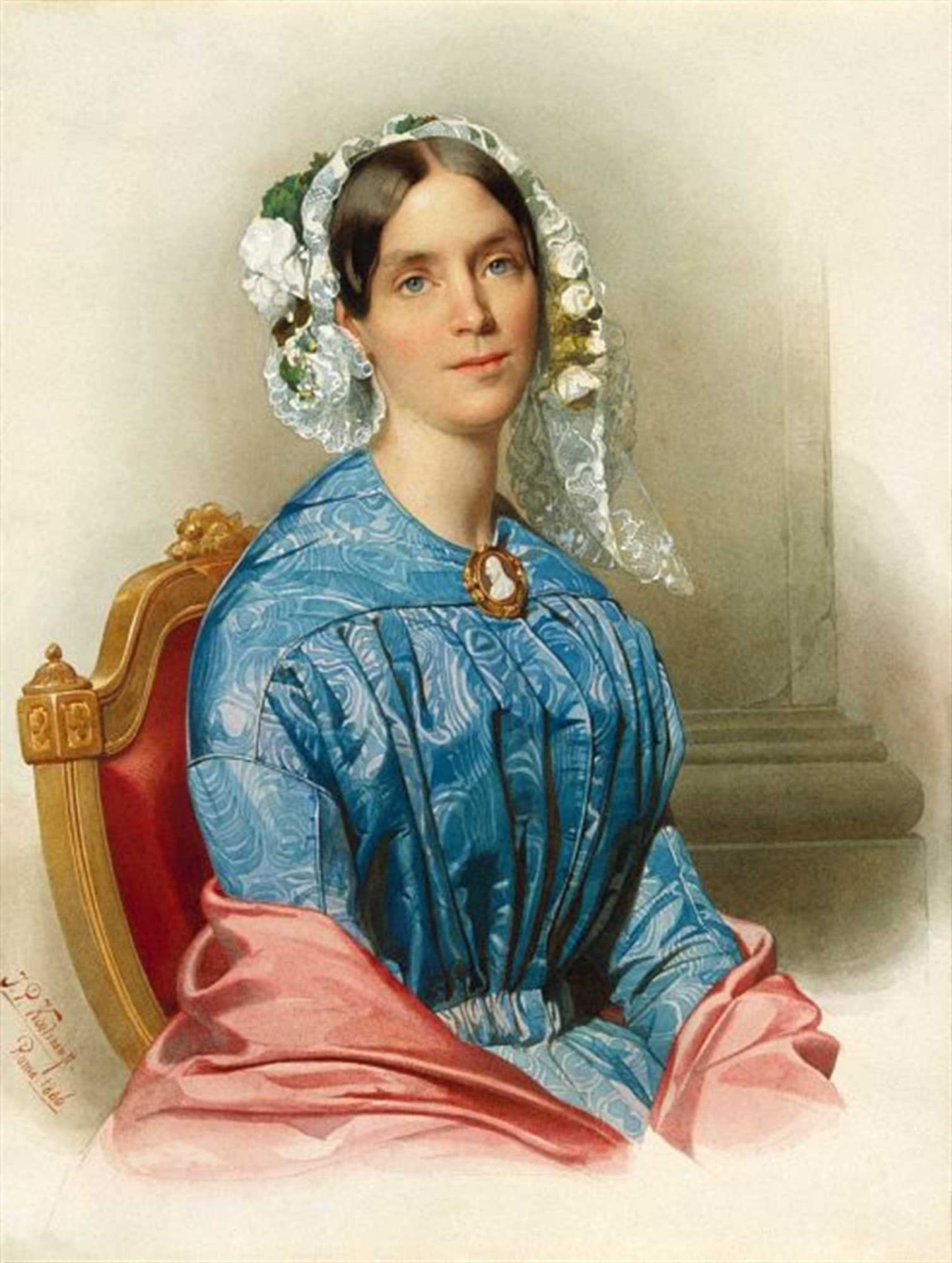
Marianne à l'âge de 30 ans, une femme bafouée (Koelman, 1840).

Ces princes, qui sont nés pendant la période difficile de l'Empire français et de l’abaissement de la Prusse après la défaite d'Iéna, ont dès leur enfance intégré l'armée. Au temps de leur adolescence, les aînés ont même combattu les troupes de Napoléon Ier. De leurs trois sœurs, la première, Charlotte, a épousé en 1817 le futur tsar Nicolas Ier de Russie et a une nombreuse progéniture, la seconde, Alexandrine, a épousé le grand-duc Paul-Frédéric de Mecklembourg-Schwerin, et la troisième, Louise, a épousé en 1825 le prince Frédéric-Guillaume des Pays-Bas, un frère aîné de Marianne, ils seront les parents de la reine Louise de Suède.
Le couple a cinq enfants :
- Charlotte (1831-1855), épouse en 1850 Georges II, duc de Saxe-Meiningen (1826-1914)

- Un enfant qui meurt à la naissance le 4 décembre 1832

- Albert (1837-1906), épouse en 1873 Marie de Saxe-Altenbourg (1854-1898), fille unique du duc Ernest Ier.

- Élisabeth née et morte en 1840

- Alexandrine (1842-1906), épouse en 1865 Guillaume de Mecklembourg (1827-1879), fils cadet du grand-duc Paul-Frédéric de Mecklembourg-Schwerin et d'Alexandrine de Prusse.

## Scandale et divorce: l’opprobre

Johannes van Rossum.

Très pieuse et charitable, Marianne n'use pas moins à la cour de Berlin d'une très grande liberté de parole et d'action qui lui aliène rapidement non seulement sa nouvelle parentèle, la maison de Hohenzollern composée uniquement de militaires, conformistes et ultra-conservateurs, mais aussi sa propre famille puisqu'après avoir donné le jour à cinq enfants, lasse des infidélités de son époux et des manières curiales, Marianne s'éprend de son cocher, Johannes van Rossum, en 1845.
En mars 1845, elle s'enfuit avec son amant, mais le roi de Prusse refuse aux époux séparés l'autorisation de divorcer. Quelques années plus tard, alors que la révolution balaie l'Europe, sa grossesse est bientôt connue.
Le scandale est immense. Marianne est exclue par son frère, le roi Guillaume II des Pays-Bas, et son beau-frère, le roi Frédéric-Guillaume IV de Prusse, des cours royales de La Haye et de Berlin, interdite de séjour aux Pays-Bas et en Allemagne, tandis que l'infidèle Albert, après en avoir reçu l'autorisation, demande le divorce.
Sa nièce, la future reine Sophie des Pays-Bas, pourtant connue pour son intelligence et son ouverture d'esprit, la prétend « moralement indigne ».
Suivant les mœurs du temps, c'est à Marianne qu'est attribué l'échec du mariage et les enfants sont confiés à leur père. C'est en réalité leur tante, la reine Elisabeth de Prusse qui, n'ayant pas d'enfant, se chargera de leur éducation. Les contacts de Marianne avec ses enfants seront réduits mais ceux-ci resteront attachés à leur mère.
En octobre 1849, alors en Sicile, elle donne le jour à un fils, Johann Wilhelm (à qui est attribué quelques années plus tard le titre de « baron de Reinhartshausen », grâce au soutien de son neveu le roi Guillaume III des Pays-Bas, par leur cousin le duc de Nassau).

## Une femme libre

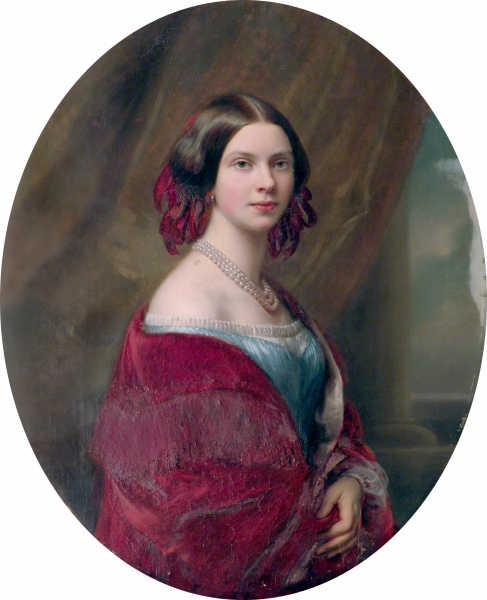
Charlotte, princesse et musicienne.

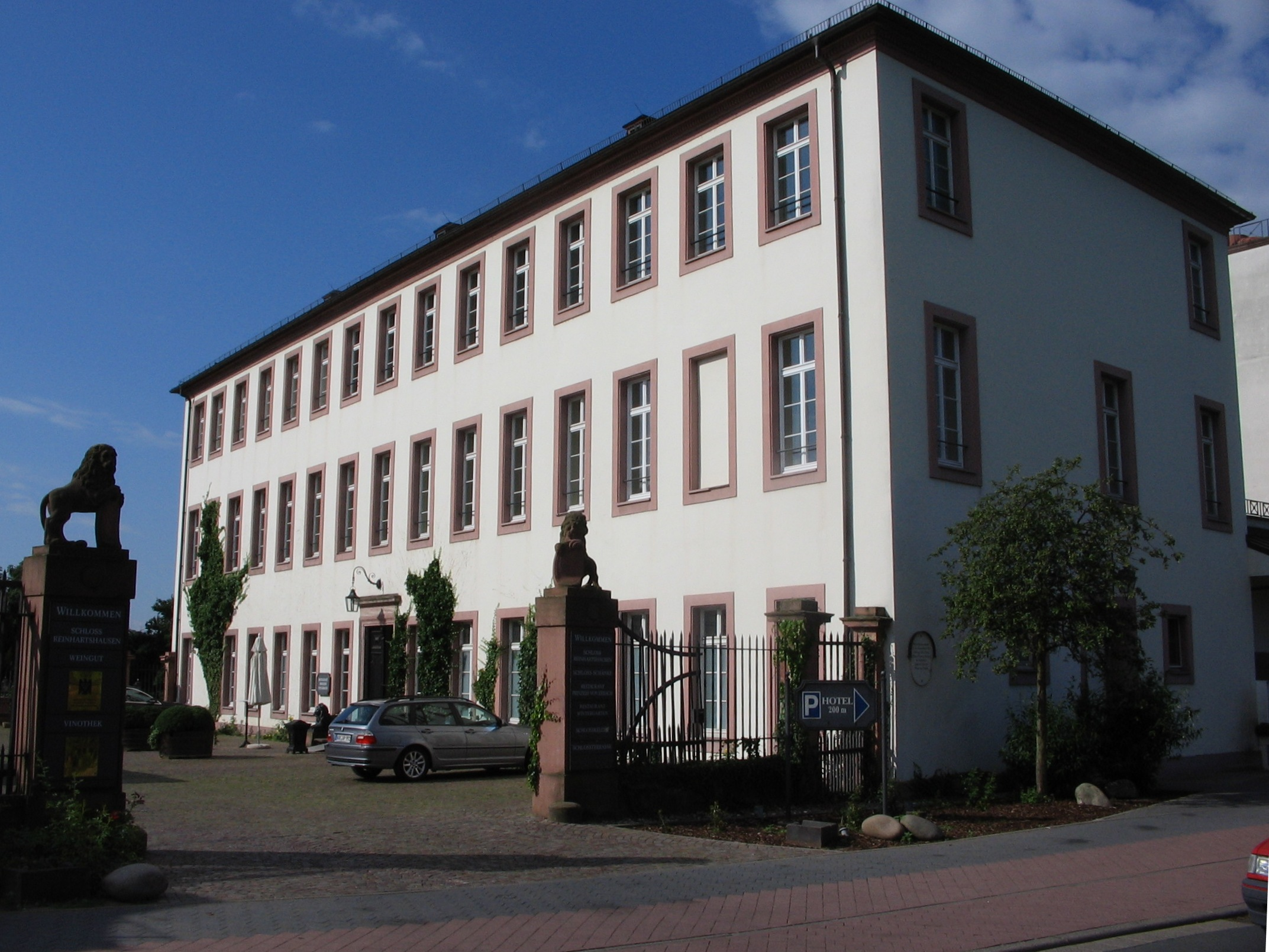
Le château de Reinhartshausen.

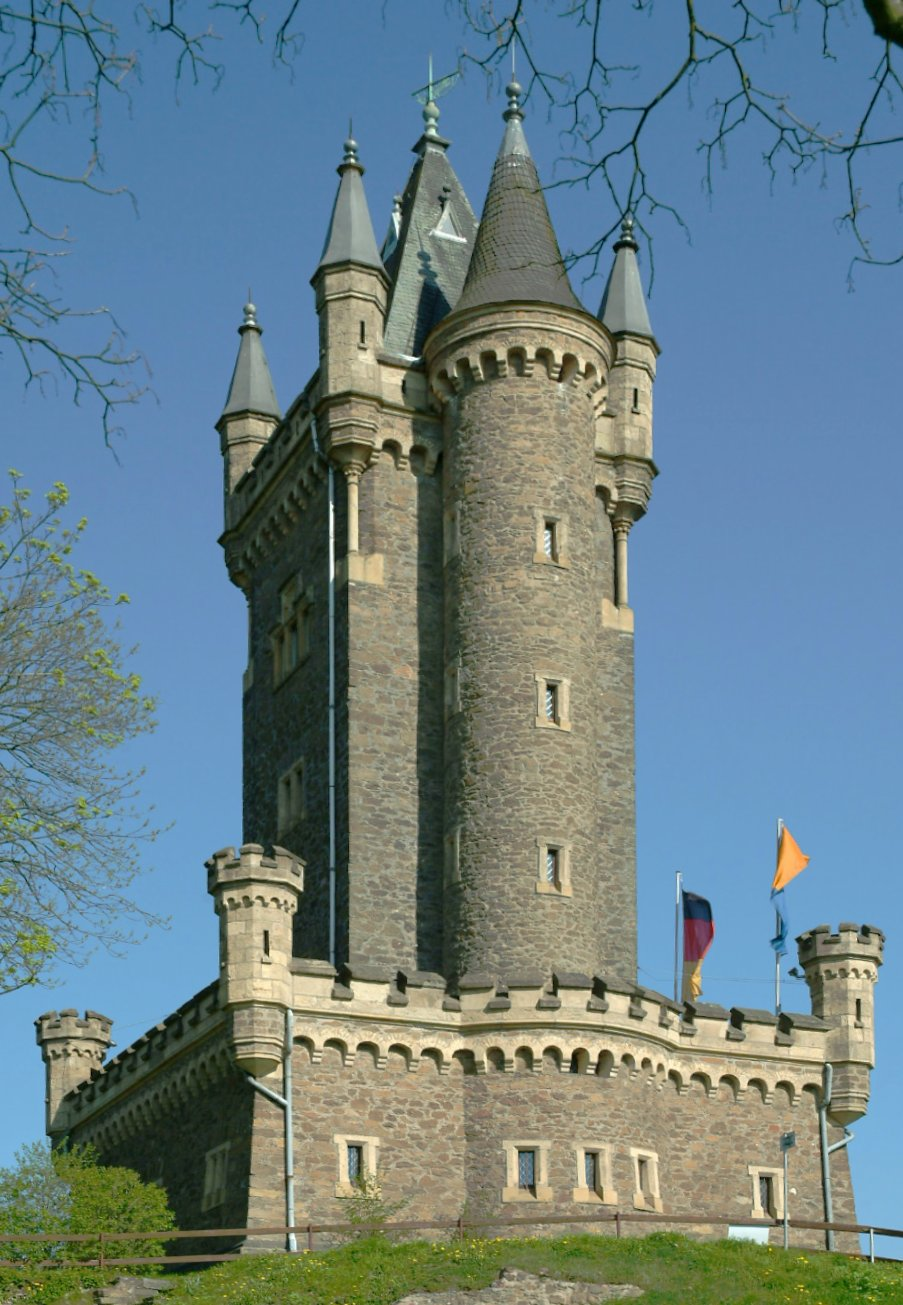
La Wilhelmsturm.

Défiant les convenances, Marianne voyage alors avec son cocher autour de la Méditerranée et l'épouse peu de temps après en Italie, tandis qu'Albert se remarie en 1853 avec l'ex-dame d'honneur de son épouse et, de ce fait, est exclu à son tour de la cour de Berlin.
Entre-temps, en 1850, leur fille Charlotte, musicienne accomplie, épouse le duc héritier de Saxe-Meiningen, homme cultivé, grand amateur de théâtre et protecteur de Brahms. Cette fois, c'est un véritable mariage d'inclination. Marianne offre à sa fille une villa sur les bords du lac de Côme vite renommée Villa Carlotta. Cependant, la jeune femme ne profitera guère de son heureux mariage. Après cinq de mariage, elle meurt à 24 ans des suites de son quatrième accouchement. À l'instar de ses parents et de sa grand-mère, leur fille Marie-Elisabeth sera une amatrice d'art, de culture, mécène appréciée mais aussi une compositrice reconnue.
Cette même année 1855, bénéficiant du soutien de son neveu Guillaume III des Pays-Bas qui intercède en sa faveur, la princesse Marianne reçoit l'autorisation de s'installer en Allemagne et aux Pays-Bas. Elle acquiert le château de Reinhartshausen dans le Rheingau, et en fait un lieu de réunions culturelles. Elle assemble une collection de plus de six-cents tableaux. Une partie de la collection se trouve toujours au château. Généreuse, elle devient mécène et soutient les travaux de plusieurs jeunes artistes.

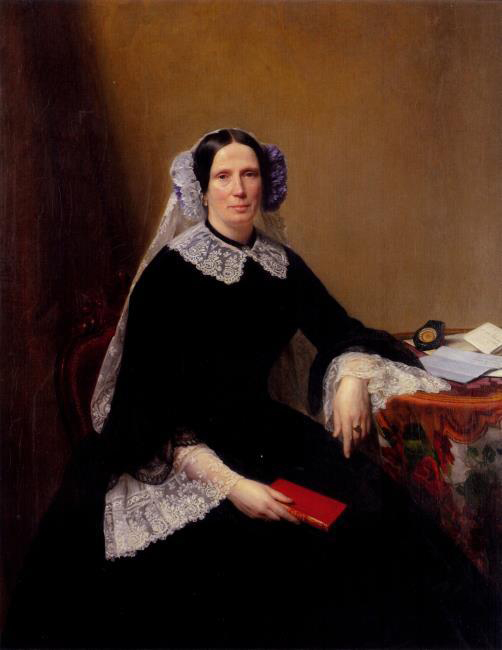
La princesse Marianne vers 1860.

Elle offre également à la commune d'Erbach la somme de 60 000 florins pour construire le temple Saint-Jean à la mémoire de son jeune fils, mort à 12 ans à la Noël 1861.
En 1865, sa seconde fille Alexandrine épouse le prince Guillaume de Mecklembourg, second fils du grand-duc Paul-Frédéric. Ce mariage ne sera pas heureux. Après avoir donné le jour à une petite fille prénommée - comme sa défunte sœur - Charlotte en 1868, Alexandrine se séparera de son mari, vivant à Berlin avec sa fille.
Marianne consacre dans les années 1870 à la construction de la Wilhelmsturm (Tour-Guillaume) à Dillenburg en hommage à son ancêtre Guillaume d'Orange.
Son fils Albert après s'être distingué lors des campagnes contre l'Autriche et la France se marie tardivement en 1873. Pour l'occasion Marianne lui offre le château de Kamenz qu'elle tient de sa mère, qu'elle a fait restaurer par Karl Friedrich Schinkel, et où Albert et ses sœurs sont nés. Le prince Albert et son épouse auront trois fils. Seul le dernier fera souche. Il n'aura que des filles et la lignée issue du mariage du prince Albert et de la princesse Marianne est aujourd'hui éteinte en ligne masculine.

## La fin
Le 10 mai de la même année 1873, son compagnon, avec lequel elle ne semble pas avoir été très heureuse (il la malmenait en public), Johannes van Rossum, s'éteint à l'âge de 64 ans. Sa dépouille est inhumée auprès de leur fils.
En 1879, le duc Bernard III de Saxe-Meiningen, petit-fils de Marianne, épouse Charlotte de Prusse (1860-1919), petite-fille du Kaiser Guillaume Ier et sœur du futur Kaiser Guillaume II. La nouvelle duchesse après avoir mis au monde une fille qu'elle méprisera ouvertement, préférera la vie mondaine berlinoise à ses devoirs matrimoniaux et maternels.
La dernière apparition publique de la princesse Marianne aura lieu à l'occasion du baptême de sa petite nièce Wilhelmine des Pays-Bas en 1880. Elle offre à la future souveraine un portrait au dos duquel elle a écrit : 
« Je sais ce qu'il en coûte d'être à la fois femme et reine, c'est un tel dilemme ».
La princesse meurt en 1883 à l'âge de 73 ans et est enterrée au cimetière d'Erbach, aux côtés de son second mari et de son dernier fils.
Sur sa tombe est apposée une plaque indiquant « Marianne, princesse de Prusse ».